# James McTeigue
James McTeigue (Sydney, 29 de dezembro de 1967) é um diretor de cinema australiano. Ele foi assistente de direção em vários filmes, como No Escape (1994), a trilogia Matrix (1999-2003) e Star Wars Episódio II: Ataque dos Clones (2002), e fez sua estréia como diretor com o filme V de Vingança, de 2006.

## Filmografia
- V de Vingança (2006)
- Ninja Assassin (2009)[1]
- The Raven (2012)
- Bloodsport (remake)[2]